# 竹前重吉
竹前 重吉（たけまえ じゅうきち、1922年6月15日 - 2011年9月11日）は、日本の映画監督である。名の読みは「しげきち」説あり。日本映画監督協会会員。

## 人物・来歴
1922年（大正11年）6月15日、山梨県甲府市に生まれる。
1940年（昭和15年）、旧制・甲府中学校（現在の山梨県立甲府第一高等学校）を卒業、第二次世界大戦の召集を受け出征、戦後1946年（昭和21年）に南方戦線から復員する。1947年（昭和22年）、俳優の長谷川一夫が主宰する新演伎座の文芸部に入社し、映画監督の衣笠貞之助や冬島泰三に師事する。
1953年（昭和28年）、宝塚映画製作所（現在の宝塚映像）助監督課に移籍、冬島のほか、豊田四郎、丸根賛太郎、佐伯幸三らの助監督を務め、1959年（昭和29年）、同社が製作した劇場用映画『やりくりアパート』で監督に昇進、社員から契約監督となる。
同作を含めて6作を監督した後に、松竹から1作のみの条件で東宝系への小津安二郎監督の招請が認められ、宝塚映画が製作することになった『小早川家の秋』のチーフ助監督を務める。以降、1964年（昭和39年）まで、内川清一郎、稲垣浩らのチーフ助監督を務め、その傍ら、テレビ映画に進出し、『天兵童子』、『マキちゃん日記』等を監督として手がける。1970年（昭和45年）に退社し、フリーランスとなる。
1970年代以降、テレビ映画、企業のPR映画、カラオケ映像等の演出を手がけた。
2011年9月11日、直腸癌により死去。

## フィルモグラフィ

### 劇場用映画
特筆以外はすべて監督、製作は特筆以外は宝塚映画、配給は特筆以外は東宝である。監督作に関してはフルリストである。
- 『小判鮫 第一部 怒濤篇』 : 監督衣笠貞之助、新演伎座 / 東宝、1948年 - 助監督 [4]
- 『小判鮫 第二部 愛憎篇』 : 監督衣笠貞之助、新演伎座 / 東宝、1949年 - 助監督 [4]

- 『風流あじろ笠』 : 監督丸根賛太郎、1954年5月26日公開 - 助監督
- 『恋風街道』 : 監督冬島泰三、1954年8月8日公開 - 助監督
- 『極楽島物語』 : 監督佐伯幸三、1957年1月29日公開 - 助監督
- 『美貌の都』 : 監督松林宗恵、1957年3月13日公開 - 助監督
- 『暖簾』 : 監督川島雄三、1958年6月15日公開 - 助監督 [4]

- 『やりくりアパート』 : 1959年5月12日公開 - 監督（初監督作）
- 『やりくりアパート びっくり大放送』 : 1959年5月26日公開
- 『青春の丘の上』 : 1959年5月26日公開
- 『爆笑嬢はん日記』 : 1960年4月10日公開
- 『若旦那奮戦す』 : 1960年7月26日公開
- 『東海道駕籠抜け珍道中』 : 1960年12月20日公開

- 『小早川家の秋』 : 監督小津安二郎、1961年10月29日公開 - 助監督
- 『夜の傾斜』 : 監督内川清一郎、1962年6月28日公開 - 監督助手
- 『われらサラリーマン』 : 監督丸山誠治、1963年11月24日公開 - 助監督
- 『士魂魔道 大龍巻』 : 監督稲垣浩、1964年1月13日公開 - 監督助手
- 『てなもんや東海道』 : 監督松林宗恵、製作東宝・宝塚映画・渡辺プロ、1966年8月14日公開 - 監督助手

### テレビ映画
すべて監督、製作は特筆以外は宝塚映画である。
- 『天兵童子』 : テレビ映画シリーズ、関西テレビ放送、1964年9月12日 - 1965年5月1日放映
- 『快獣ブースカ』 : テレビ映画シリーズ、円谷特技プロダクション、日本テレビ放送網、1966年11月9日 - 1967年9月27日放映
- 大丸名作劇場『二十四の瞳』 : テレビ映画シリーズ、毎日放送、1967年10月19日 - 1968年3月28日放映 [4]
- 『マキちゃん日記』 : テレビ映画シリーズ、日本テレビ放送網、1969年10月7日 - 1970年9月27日放映
- 阪急ドラマシリーズ『花はくれない』 : テレビ映画シリーズ、フジテレビジョン、1970年3月6日 - 同年9月25日放映 [4]
- ライオン奥様劇場『はるかなる愛』 : テレビ映画シリーズ、フジテレビジョン、1972年8月7日 - 同年9月22日放映 [4]

## 註
1. 1 2 3 4  竹前重吉、キネマ旬報映画データベース、2010年10月27日閲覧。
2. 1 2 3  竹前重吉、allcinema ONLINE、2010年10月27日閲覧。
3. 1 2 3 4 5 6 7 8 9 10 11 12  竹前重吉、日本映画監督協会、2010年10月27日閲覧。
4. 1 2 3 4 5 6 7 8 9 10 11 12 13 14 15 16 17  『日本映画人名事典 監督篇』、キネマ旬報社、1997年 ISBN 4873762081, p.489.
5. 1 2 3 4 5 6  竹前重吉、日本映画データベース、2010年10月27日閲覧。
6. 1 2  Shigekichi Takemae, インターネット・ムービー・データベース （英語）, 2010年10月27日閲覧。